# Nghĩa trang Do Thái Bródno
Nghĩa trang Do Thái Bródno (còn được gọi là Nghĩa trang Do Thái ở Praga) là một trong những nghĩa trang Do Thái của Warsaw ở Ba Lan. Nghĩa trang nằm ở quận Targówek (gần quận Praga, và trong khu phố không chính thức của Praga). Nghĩa trang đã được thành lập vào năm 1780. Nó có diện tích 5 hécta (12 mẫu Anh).
Người ta cho rằng có khoảng 300.000 người đã được chôn cất ở đó, mặc dù chỉ có khoảng 3.000 ngôi mộ (bia mộ) được bảo tồn cho đến ngày nay.
Đây là nghĩa trang Do Thái lớn nhất tại Warsaw. Nó cũng được cho là một trong những nghĩa trang Do Thái lớn nhất ở châu Âu.

## Lịch sử
Nghĩa trang được mở ra vào năm 1780 bởi Szmul Zbytkower, một thương nhân và nhà tài chính người Do Thái Ba Lan, người đã hiến đất cho mục đích đó  (mặc dù ông được hưởng lợi từ việc bán quyền chôn cất và các "giao dịch tùy tiện" khác sau đó). Đến giữa thế kỷ 19, diện tích nghĩa trang đã tăng lên 18 ha. Từ những năm 1870, nghĩa trang được quản lý bởi hội đồng Do Thái địa phương, tập trung vào việc chôn cất người Do Thái nghèo khó; điều này đánh dấu sự khởi đầu của sự xuống cấp các cơ sở.
Kể từ năm 2010, Quỹ Nissenbaum đã ngừng mối liên hệ của mình với nghĩa trang, và địa vị pháp lý của nó phải được xác định bởi tòa án, với cả Hội đồng thành phố Warsaw và Cộng đồng Do Thái Warsaw cho thấy sự quan tâm trong việc quản lý đất đai. Vào năm 2012, việc quản lý nghĩa trang đã được chuyển cho Cộng đồng Do Thái Warsaw, tổ chức muốn tiến hành một chương trình cải tạo mới trong tương lai gần.

## Người nổi tiếng được chôn cất
- Abraham Stern,[1] phát minh ra máy tính cơ học
- Szmul Zbytkower [7]